# Alessandro Novello
Alessandro Novello (Treviso, anni 1250 – Portogruaro, febbraio 1320) è stato un vescovo cattolico italiano.

## Biografia
Nacque da nobile famiglia di Treviso all'inizio degli anni 1250. Il padre Alessandro era stato giudice del Comune all'epoca di Alberico da Romano e procuratore dei Caminesi, per conto dei quali nel 1254 si era recato presso la Curia romana per confermare alcune possessioni. Ebbe tre fratelli: Prosavio, Anastasio e Giuliano.
Minorita del convento di San Francesco a Treviso, il 20 aprile 1298 fu nominato vescovo di Feltre e Belluno.
Ricevette l'ordinazione episcopale a Roma, per l'imposizione delle mani del cardinale Gerardo Bianchi, vescovo di Sabina.
Ritiratosi a Portogruaro, nel convento dei minoriti, "infermatosi gravemente", morì poco dopo, nel febbraio 1320.

## La "diffalta"
Nel 1314 era stata scoperta a Ferrara una congiura contro il fiorentino Pino de la Tosa: Albertino Mainardi, uno dei congiurati, fu catturato e giustiziato, mentre Lancillotto, Chiario e Antonello Fontana, si rifugiarono a Feltre.
Il vescovo Alessandro avrebbe assicurato loro protezione ma poi, "senza riflettere all'obbligo della fede già data", forse "corrotto con denari", li avrebbe "fatti carcerare" e consegnare a Pino de la Tosa, perché fossero giustiziati.
Contro di lui Dante Alighieri rivolse una bruciante invettiva (Paradiso, canto nono, 55-57), inserita nella celebre "profezia di Cunizza":
Troppo sarebbe larga la bigoncia
che ricevesse il sangue ferrarese,
e stanco chi 'l pesasse a oncia a oncia,
che donerà questo prete cortese
per mostrarsi di parte; e cotai doni
conformi fieno al viver del paese.»
In realtà, non vi sono prove che avvalorino il sospetto del tradimento. Responsabili dell'arresto e della consegna dei fuggiaschi ferraresi a Pino de la Tosa sarebbero stati invece il podestà e il comune di Feltre: al vescovo Alessandro non sarebbe rimasto che confermare la "grave decisione".